# Darnieulles
Darnieulles és un municipi francès, situat al departament dels Vosges i a la regió del Gran Est. L'any 2007 tenia 1.332 habitants.

## Demografia

### Població
El 2007 la població de fet de Darnieulles era de 1.332 persones. Hi havia 508 famílies, de les quals 92 eren unipersonals (32 homes vivint sols i 60 dones vivint soles), 152 parelles sense fills, 212 parelles amb fills i 52 famílies monoparentals amb fills.
La població ha evolucionat segons el següent gràfic:
Habitants censats

### Habitatges
El 2007 hi havia 535 habitatges, 518 eren l'habitatge principal de la família, 3 eren segones residències i 14 estaven desocupats. 477 eren cases i 58 eren apartaments. Dels 518 habitatges principals, 397 estaven ocupats pels seus propietaris, 86 estaven llogats i ocupats pels llogaters i 35 estaven cedits a títol gratuït; 2 tenien una cambra, 11 en tenien dues, 85 en tenien tres, 143 en tenien quatre i 277 en tenien cinc o més. 437 habitatges disposaven pel capbaix d'una plaça de pàrquing. A 210 habitatges hi havia un automòbil i a 272 n'hi havia dos o més.

### Piràmide de població
La piràmide de població per edats i sexe el 2009 era:
| Homes | Edats   | Dones |
| ----- | ------- | ----- |
| 0     | 95 o +  | 0     |
| 0     | 90 a 94 | 0     |
| 0     | 85 a 89 | 4     |
| 12    | 80 a 84 | 4     |
| 16    | 75 a 79 | 12    |
| 20    | 70 a 74 | 16    |
| 20    | 65 a 69 | 44    |
| 28    | 60 a 64 | 32    |
| 20    | 55 a 59 | 28    |
| 44    | 50 a 54 | 24    |
| 80    | 45 a 49 | 60    |
| 24    | 40 a 44 | 60    |
| 56    | 35 a 39 | 52    |
| 24    | 30 a 34 | 20    |
| 16    | 25 a 29 | 16    |
| 32    | 20 a 24 | 40    |
| 24    | 15 a 19 | 36    |
| 56    | 10 a 14 | 60    |
| 20    | 5 a 9   | 44    |
| 20    | 0 a 4   | 20    |

## Economia
El 2007 la població en edat de treballar era de 901 persones, 653 eren actives i 248 eren inactives. De les 653 persones actives 567 estaven ocupades (301 homes i 266 dones) i 86 estaven aturades (40 homes i 46 dones). De les 248 persones inactives 103 estaven jubilades, 75 estaven estudiant i 70 estaven classificades com a «altres inactius».

### Ingressos
El 2009 a Darnieulles hi havia 550 unitats fiscals que integraven 1.478 persones, la mediana anual d'ingressos fiscals per persona era de 17.453 €.

### Activitats econòmiques
Dels 36 establiments que hi havia el 2007, 1 era d'una empresa alimentària, 3 d'empreses de fabricació d'altres productes industrials, 7 d'empreses de construcció, 6 d'empreses de comerç i reparació d'automòbils, 4 d'empreses de transport, 1 d'una empresa d'hostatgeria i restauració, 1 d'una empresa d'informació i comunicació, 1 d'una empresa immobiliària, 2 d'empreses de serveis, 8 d'entitats de l'administració pública i 2 d'empreses classificades com a «altres activitats de serveis».
Dels 8 establiments de servei als particulars que hi havia el 2009, 1 era una oficina de correu, 1 taller de reparació d'automòbils i de material agrícola, 3 paletes, 1 fusteria, 1 lampisteria i 1 perruqueria.
Dels 2 establiments comercials que hi havia el 2009, 1 era una botiga de menys de 120 m² i 1 una sabateria.
L'any 2000 a Darnieulles hi havia 8 explotacions agrícoles que ocupaven un total de 535 hectàrees.

## Equipaments sanitaris i escolars
El 2009 hi havia 1 escola maternal i 1 escola elemental.

## Poblacions més properes
El següent diagrama mostra les poblacions més properes.